# Comuna Biharia, Bihor
Biharia (în maghiară: Bihar) este o comună în județul Bihor, Crișana, România, formată din satele Biharia (reședința) și Cauaceu.

## Demografie
Componența etnică a comunei Biharia
     Maghiari (74,37%)
     Români (17,94%)
     Romi (1,18%)
     Alte etnii (0,32%)
     Necunoscută (6,19%)
Componența confesională a comunei Biharia
     Reformați (55,09%)
     Ortodocși (14,91%)
     Romano-catolici (14,16%)
     Baptiști (4,94%)
     Alte religii (3,85%)
     Necunoscută (7,06%)
Conform recensământului efectuat în 2021, populația comunei Biharia se ridică la 4.393 de locuitori, în creștere față de recensământul anterior din 2011, când fuseseră înregistrați 4.205 locuitori. Majoritatea locuitorilor sunt maghiari (74,37%), cu minorități de români (17,94%) și romi (1,18%), iar pentru 6,19% nu se cunoaște apartenența etnică. Din punct de vedere confesional, majoritatea locuitorilor sunt reformați (55,09%), cu minorități de ortodocși (14,91%), romano-catolici (14,16%) și baptiști (4,94%), iar pentru 7,06% nu se cunoaște apartenența confesională.

## Politică și administrație
Comuna Biharia este administrată de un primar și un consiliu local compus din 13 consilieri. Primarul, Zoltan Szilagyi[*], de la Uniunea Democrată Maghiară din România, este în funcție din octombrie 2020. Începând cu alegerile locale din 2024, consiliul local are următoarea componență pe partide politice:
|  | Partid                                 | Consilieri | Componența Consiliului | Componența Consiliului | Componența Consiliului | Componența Consiliului | Componența Consiliului | Componența Consiliului | Componența Consiliului | Componența Consiliului | Componența Consiliului | Componența Consiliului | Componența Consiliului |
|  | -------------------------------------- | ---------- | ---------------------- | ---------------------- | ---------------------- | ---------------------- | ---------------------- | ---------------------- | ---------------------- | ---------------------- | ---------------------- | ---------------------- | ---------------------- |
|  | Uniunea Democrată Maghiară din România | 11         |                        |                        |                        |                        |                        |                        |                        |                        |                        |                        |                        |
|  | Partidul Național Liberal              | 2          |                        |                        |                        |                        |                        |                        |                        |                        |                        |                        |                        |

## Atracții turistice
- Cetatea Biharia, construcție secolul al IX-lea, monument istoric. Cetatea e amplasată pe un grind în câmpia joasă a Văii Ceșmeiului, aeșzarea fiind fondată anterior epocii dacice, urmele arheologice indicând că aici se locuia și cu 7.000 de ani în urmă! Prima atestare documentară a cetății datează din 1093, în Cronica Pictată de la Viena, sursă ce arăta existența în această zonă a unei mănăstiri catolice, centru parohial.  În lucrarea "Bihorul medieval", istoricul Liviu Borcea arată că biserica din cetate a fost menționată și mai devreme, în 1067, având hramul Sf. Nicolae și găzduind moaștele Sfinților Nicolae și Gheorghe în secolele XI-XII. Tot atunci era amintit un comite (conducător administrativ) Stephanus. În jurul bisericii exista un mic cimitir, iar un altul pe dealul Șumuleu.  Înaintea anului 900, Cetatea a fost reședința administrativă a Ducatului lui Menumorut, întins între râurile Tisa, Someș și Mureș, vasal Imperiului Bizantin.[7]
- Placa comemorativă Csokonai Vitez Mihaly

## Personalități
- Gaspar Andras (1803-1884)